# Mistrzostwa Świata U-17 w Piłce Nożnej 2003
Mistrzostwa Świata U-17 w piłce nożnej 2003 odbyły się w Finlandii w czterech miastach (Helsinki, Tampere, Lahti i Turku między 13 a 30 sierpnia 2003 r. Prawa do gry otrzymali zawodnicy urodzeni po 1 stycznia 1986. W finale Brazylia pokonała Hiszpanię z wynikiem 1:0, gol padł w 7. minucie strzelony przez Leonardo czyniąc Brazylię mistrzem świata trzeci raz w kategorii U- 17.

## Stadiony
| Miasto   | Stadion         | Pojemność |
| -------- | --------------- | --------- |
| Tampere  | Ratinan Stadion | 17 000    |
| Helsinki | Finnair Stadium | 10,770    |
| Turku    | Veritas Stadion | 9,372     |
| Lahti    | Lahden Stadion  | 7,465     |

## Kwalifikacje
Do mistrzostw świata U-17 będą kwalifikować się 16 drużyn. Finlandia jako gospodarz turnieju bierze udział w rozgrywkach bez kwalifikacji
| Konfederacja                                    | Kwalifikacje                                                         | Zakwalifikowane drużyny      |
| ----------------------------------------------- | -------------------------------------------------------------------- | ---------------------------- |
| AFC (Azja)                                      | Młodzieżowe mistrzostwa Azji U-17 w piłce nożnej 2002                | Korea Jemen Chiny            |
| CAF (Afryka)                                    | Mistrzostwa Afryki U-17 w Piłce Nożnej 2003                          | Kamerun Sierra Leone Nigeria |
| CONCACAF (Ameryka Północna, Środkowa i Karaiby) | Młodzieżowe mistrzostwa Ameryki Północnej U-17 w piłce nożnej 2003   | USA Kostaryka Meksyk         |
| CONMEBOL (Ameryka Południowa)                   | Młodzieżowe mistrzostwa Ameryki Południowej U-17 w piłce nożnej 2003 | Argentyna Brazylia Kolumbia  |
| OFC (Oceania)                                   | Młodzieżowe mistrzostwa Oceanii U-17 w piłce nożnej 2003             | Australia                    |
| UEFA (Europa)                                   | Mistrzostwa Europy U-17 w Piłce Nożnej 2003                          | Portugalia Hiszpania         |
| Gospodarz turnieju                              | Gospodarz turnieju                                                   | Finlandia                    |

## Faza grupowa
Legenda
|  | Bezpośredni awans do fazy pucharowej. |
|  | Odpadnięcie z turnieju.               |

### Grupa A
| Zespół    | Pkt | M | W | R | P | Br+ | Br- | +/- |
| --------- | --- | - | - | - | - | --- | --- | --- |
| Kolumbia  | 7   | 3 | 2 | 1 | 0 | 11  | 2   | +9  |
| Meksyk    | 5   | 3 | 1 | 2 | 0 | 5   | 3   | +2  |
| Finlandia | 3   | 3 | 1 | 0 | 2 | 3   | 12  | -9  |
| Chiny     | 1   | 3 | 0 | 1 | 2 | 5   | 7   | -2  |

| 13 sierpnia 2003 17:30 | Finlandia · Jarno Parikka 6' · Tomi Petrescu 64' | 2:11:1Raport | Chiny · Jiang Chen 4' | Finnair Stadium, Helsinki Widzów: 8 344 Sędzia: Heber Lopes |
|                        |                                                  |              |                       |                                                             |

| 13 sierpnia 2003 20:00 | Meksyk | 0:0Raport | Kolumbia | Finnair Stadium, Helsinki Widzów: 3 500 Sędzia: Martin Hansson |
|                        |        |           |          |                                                                |

| 16 sierpnia 2003 15:00 | Chiny · Wang Yongpo 67' | 1:20:0Raport | Kolumbia · Fredy Guarín 73' (k) · Sebastián Hernández 80' | Finnair Stadium, Helsinki Widzów: 4 100 Sędzia: Richard Piper |
|                        |                         |              |                                                           |                                                               |

| 16 sierpnia 2003 17:30 | Finlandia | 0:20:1Raport | Meksyk · Julio Ceja 39' · Óscar Herrera 51' | Finnair Stadium, Helsinki Widzów: 10,176 Sędzia: Eric Braamhaar |
|                        |           |              |                                             |                                                                 |

| 19 sierpnia 2003 17:30 | Chiny · Wang Yongpo 35' · Jiang Chen 61' 81' | 3:31:0Raport | Meksyk · Gerardo Flores 51' · Manuel Mariaca 73' · Rafael Murguía 78' | Finnair Stadium, Helsinki Widzów: 4,500 Sędzia: Jerome Damon |
|                        |                                              |              |                                                                       |                                                              |

| 19 sierpnia 2003 20:00 | Kolumbia · Carlos Hidalgo 16' 32' (k) 50' 61' · Adrián Ramos 36' 68' 71' · Fredy Guarín 63' · Juan 74' | 9:13:1Raport | Finlandia · Tomi Petrescu 41' | Finnair Stadium, Helsinki Widzów: 10 200 Sędzia: Gabriel Brazenas |
|                        | |              |                               |                                                                   |

### Grupa B
| Zespół    | Pkt | M | W | R | P | Br+ | Br- | +/- |
| --------- | --- | - | - | - | - | --- | --- | --- |
| Argentyna | 9   | 3 | 3 | 0 | 0 | 5   | 0   | +5  |
| Kostaryka | 4   | 3 | 1 | 1 | 1 | 3   | 3   | 0   |
| Nigeria   | 4   | 3 | 1 | 1 | 1 | 3   | 3   | 0   |
| Australia | 0   | 3 | 0 | 0 | 3 | 1   | 6   | -5  |

| 13 sierpnia 2003 17:30 | Argentyna · Ezequiel Garay 6' · Ariel Colzera 69' | 2:01:0Raport | Australia | Veritas Stadion, Turku Widzów: 4 124 Sędzia: Eric Braamhaar |
|                        |                                                   |              |           |                                                             |

| 13 sierpnia 2003 20:00 | Kostaryka · Yosimar Arias 83' | 1:10:1Raport | Nigeria · Ezekiel Bala 9' | Veritas Stadion, Turku Widzów: 4 292 Sędzia: Leone Rakaroi |
|                        |                               |              |                           |                                                            |

| 16 sierpnia 2003 15:00 | Australia · Dez Giraldi 2' | 1:21:0Raport | Nigeria · John Obi Mikel 73' · Ezekiel Bala 84' | Veritas Stadion, Turku Widzów: 5 502 Sędzia: Heber Lopes |
|                        |                            |              |                                                 |                                                          |

| 16 sierpnia 2003 17:30 | Argentyna · Hernán Peirone 84' 90' | 2:00:0Raport | Kostaryka | Veritas Stadion, Turku Widzów: 5 462 Sędzia: Jerome Damon |
|                        |                                    |              |           |                                                           |

| 19 sierpnia 2003 17:30 | Nigeria | 0:10:0Raport | Argentyna · Alejandro Faurlín 59' | Veritas Stadion, Turku Widzów: 6 104 Sędzia: Martin Hansson |
|                        |         |              |                                   |                                                             |

| 19 sierpnia 2003 20:00 | Australia | 0:20:0Raport | Kostaryka · Pablo Rodríguez 62' (k) · Alonso Salazar 75' | Veritas Stadion, Turku Widzów: 5 424 Sędzia: Khalil Al-Ghamdi |
|                        |           |              |                                                          |                                                               |

### Grupa C
| Zespół     | Pkt | M | W | R | P | Br+ | Br- | +/- |
| ---------- | --- | - | - | - | - | --- | --- | --- |
| Brazylia   | 7   | 3 | 2 | 1 | 0 | 9   | 1   | +8  |
| Portugalia | 4   | 3 | 1 | 1 | 1 | 9   | 13  | -4  |
| Kamerun    | 3   | 3 | 0 | 3 | 0 | 7   | 7   | 0   |
| Jemen      | 1   | 3 | 0 | 1 | 2 | 4   | 8   | -4  |

| 14 sierpnia 2003 17:30 | Jemen · Yaser Al Badani 31' · Abdulelah Sharyan 45+2' · Márcio Sousa 77' (sam.) | 3:42:0Raport | Portugalia · Márcio Sousa 56' · Manuel Curto 68' · Manuel Fernandes 80' · Abdullah Al Safi 82' (sam.) | Ratinan Stadion, Tampere Widzów: 6 400 Sędzia: Ravshan Ermatov |
|                        |                                                                                 |              | |                                                                |

| 14 sierpnia 2003 20:00 | Kamerun · Mawaye 5' | 1:1Raport | Brazylia · Abuda 38' | Ratinan Stadion, Tampere Widzów: 8 250 Sędzia: Marco Rodríguez |
|                        |                     |           |                      |                                                                |

| 17 sierpnia 2003 15:00 | Portugalia | 0:50:1Raport | Brazylia · Leo 20' · Abuda 52' · Ederson 68' (k) · Evandro Roncatto 77' · Thyago Corrêa 86' | Ratinan Stadion, Tampere Widzów: 10 109 Sędzia: Gabriel Brazenas |
|                        |            |              |                                                                                             |                                                                  |

| 17 sierpnia 2003 17:30 | Jemen · Sami Juaim 90+2' | 1:10:0Raport | Kamerun · Mawaye 74' | Ratinan Stadion, Tampere Widzów: 6 855 Sędzia: Eddy Maillet |
|                        |                          |              |                      |                                                             |

| 20 sierpnia 2003 17:30 | Brazylia · Evandro Roncatto 28' 32' · Marcos 86' | 3:02:0Raport | Jemen | Ratinan Stadion, Tampere Widzów: 5 896 Sędzia: Marco Rodríguez |
|                        |                                                  |              |       |                                                                |

| 20 sierpnia 2003 20:00 | Portugalia · Vieirinha 21' · Manuel Curto 36' 43' 44' · Bruno Gama 52' | 5:54:0Raport | Kamerun · Tiago Costa 70' (sam.) · Serge N'Gal 74' 76' · Joel Nguemo 88' · Stéphane Mbia 90+4' | Ratinan Stadion, Tampere Widzów: 4 723 Sędzia: Eric Braamhaar |
|                        |                                                                        |              |                                                                                                |                                                               |

### Grupa D
| Zespół            | Pkt | M | W | R | P | Br+ | Br- | +/- |
| ----------------- | --- | - | - | - | - | --- | --- | --- |
| Hiszpania         | 7   | 3 | 2 | 1 | 0 | 8   | 5   | +3  |
| Stany Zjednoczone | 6   | 3 | 2 | 0 | 1 | 8   | 4   | +4  |
| Korea Południowa  | 3   | 3 | 1 | 0 | 2 | 6   | 11  | -5  |
| Sierra Leone      | 1   | 3 | 0 | 1 | 2 | 6   | 8   | -2  |

| 14 sierpnia 2003 17:30 | Korea Południowa · Dwight Owens 11' (sam.) | 1:61:2Raport | Stany Zjednoczone · Freddy Adu 16' 89' 90+2' (k) · Dwight Owens 26' · Jamie Watson 54' · Steven Curfman 75' | Lahden Stadion, Lahti Widzów: 3 240 Sędzia: Eddy Maillet |
|                        |                                            |              | |                                                          |

| 14 sierpnia 2003 20:00 | Hiszpania · David 8' · Sisi 15' · Xisco Nadal 90+6' | 3:32:2Raport | Sierra Leone · Samuel Barlay 34' 73' · Manuel Ruz 36' (sam.) | Lahden Stadion, Lahti Widzów: 3 150 Sędzia: Khalil Al-Ghamdi |
|                        |                                                     |              |                                                              |                                                              |

| 17 sierpnia 2003 15:00 | Stany Zjednoczone · Guillermo González 45' (k) · Freddy Adu 89' | 2:11:1Raport | Sierra Leone · Alimamy Sesay 32' | Lahden Stadion, Lahti Widzów: 4 950 Sędzia: Ravshan Ermatov |
|                        |                                                                 |              |                                  |                                                             |

| 17 sierpnia 2003 17:30 | Korea Południowa · Yang Dong-Hyun 45' · Sánchez 59' (sam.) | 2:31:0Raport | Hiszpania · David Silva 65' 73' 76' | Lahden Stadion, Lahti Widzów: 3 470 Sędzia: Marco Rodríguez |
|                        |                                                            |              |                                     |                                                             |

| 20 sierpnia 2003 17:30 | Sierra Leone · Obi Metzger 35' 51' | 2:31:1Raport | Korea Południowa · Han Dong-Won 28' · Yang Dong-Hyun 74' · Lee Yong-Rae 78' | Lahden Stadion, Lahti Widzów: 2 475 Sędzia: Leone Rakaroi |
|                        |                                    |              |                                                                             |                                                           |

| 20 sierpnia 2003 20:00 | Stany Zjednoczone | 0:20:1Raport | Hiszpania · Jurado 11' · Cesc Fàbregas 70' | Lahden Stadion, Lahti Widzów: 3 825 Sędzia: Heber Lopes |
|                        |                   |              |                                            |                                                         |

## Faza pucharowa
|  |                        |                   |                        |                       |   |           |                        |                        |                        |                        |                   |       |       |
|  | Ćwierćfinały           | Ćwierćfinały      | Ćwierćfinały           |                       |   | Półfinały | Półfinały              | Półfinały              |                        |                        | Finał             | Finał | Finał |
|  | Ćwierćfinały           | Ćwierćfinały      | Ćwierćfinały           |                       |   | Półfinały | Półfinały              | Półfinały              |                        |                        | Finał             | Finał | Finał |
|  | 23 sierpnia - Helsinki |                   |                        |                       |   |           |                        |                        |                        |                        |                   |       |       |
|  |                        |                   |                        |                       |   |           |                        |                        |                        |                        |                   |       |       |
|  | Kolumbia               | Kolumbia          | 2                      |                       |   |           |                        |                        |                        |                        |                   |       |       |
|  | Kolumbia               | Kolumbia          | 2                      | 27 sierpnia - Tampere |   |           |                        |                        |                        |                        |                   |       |       |
|  | Kostaryka              | Kostaryka         | 0                      |                       |   |           |                        |                        |                        |                        |                   |       |       |
|  | Kostaryka              | Kostaryka         | 0                      |                       |   | Kolumbia  | Kolumbia               | 0                      |                        |                        |                   |       |       |
|  | 24 sierpnia - Turku    |                   |                        |                       |   | Kolumbia  | Kolumbia               | 0                      |                        |                        |                   |       |       |
|  |                        |                   | Brazylia               | Brazylia              | 2 |           |                        |                        |                        |                        |                   |       |       |
|  | Brazylia               | Brazylia          | Brazylia               | Brazylia              | 2 | 3         |                        |                        |                        |                        |                   |       |       |
|  | Brazylia               | Brazylia          |                        |                       |   | 3         | 30 sierpnia - Helsinki |                        |                        |                        |                   |       |       |
|  | Stany Zjednoczone      | Stany Zjednoczone | 0                      |                       |   |           |                        |                        |                        |                        |                   |       |       |
|  | Stany Zjednoczone      | Stany Zjednoczone | 0                      |                       |   | Brazylia  | Brazylia               | 1                      |                        |                        |                   |       |       |
|  | 23 sierpnia - Lahti    |                   |                        |                       |   | Brazylia  | Brazylia               | 1                      |                        |                        |                   |       |       |
|  |                        |                   | Hiszpania              | Hiszpania             | 0 |           |                        |                        |                        |                        |                   |       |       |
|  | Argentyna              | Argentyna         | Hiszpania              | Hiszpania             | 0 | 2         |                        |                        |                        |                        |                   |       |       |
|  | Argentyna              | Argentyna         | 27 sierpnia - Helsinki |                       |   | 2         |                        |                        |                        |                        |                   |       |       |
|  | Meksyk                 | Meksyk            | 0                      |                       |   |           |                        |                        |                        |                        |                   |       |       |
|  | Meksyk                 | Meksyk            | 0                      |                       |   | Argentyna | Argentyna              | 2                      | Mecz o 3. miejsce      | Mecz o 3. miejsce      | Mecz o 3. miejsce |       |       |
|  | 24 sierpnia - Tampere  |                   |                        |                       |   | Argentyna | Argentyna              | 2                      | Mecz o 3. miejsce      | Mecz o 3. miejsce      | Mecz o 3. miejsce |       |       |
|  |                        |                   | Hiszpania              | Hiszpania             | 3 |           |                        | 30 sierpnia - Helsinki | 30 sierpnia - Helsinki | 30 sierpnia - Helsinki |                   |       |       |
|  | Hiszpania              | Hiszpania         | Hiszpania              | Hiszpania             | 3 | 5         |                        | 30 sierpnia - Helsinki | 30 sierpnia - Helsinki | 30 sierpnia - Helsinki |                   |       |       |
|  | Hiszpania              | Hiszpania         |                        |                       |   |           |                        | Kolumbia               | Kolumbia               | 1(4)                   |                   |       |       |
|  | Portugalia             | Portugalia        | 2                      |                       |   |           |                        |                        | Kolumbia               | 1(4)                   |                   |       |       |
|  | Portugalia             | Portugalia        | 2                      |                       |   |           |                        | Argentyna(dogr.)       | Argentyna(dogr.)       | 1(5)                   |                   |       |       |
|  |                        |                   |                        |                       |   |           |                        |                        | Argentyna(dogr.)       | 1(5)                   |                   |       |       |

### 1/4 finału
| 23 sierpnia 2003 14:00 | Kolumbia · Otálvaro 25' 43' | 2:0Raport | Kostaryka | Finnair Stadium, Helsinki Widzów: 2,340 Sędzia: Eddy Maillet |
|                        |                             |           |           |                                                              |

| 23 sierpnia 2003 18:00 | Argentyna · Neri Cardozo 34' · Hernán Peirone 45' | 2:0Raport | Meksyk | Lahden Stadion, Lahti Widzów: 5,030 Sędzia: Eric Braamhaar |
|                        |                                                   |           |        |                                                            |

| 24 sierpnia 2003 14:00 | Brazylia · Leonardo 18' · Ederson 61' · Evandro Roncatto 64' | 3:01:0Raport | Stany Zjednoczone | Veritas Stadion, Turku Widzów: 6,150 Sędzia: Martin Hansson |
|                        |                                                              |              |                   |                                                             |

| 24 sierpnia 2003 18:00 | Hiszpania · Sánchez 28' · Cesc Fàbregas 42' 78' · Xisco Nadal 50' · Jurado 90+4' (k) | 5:22:1Raport | Portugalia · Manuel Curto 3' · Vieirinha 87' | Ratinan Stadion, Tampere Widzów: 5,387 Sędzia: Gabriel Brazenas |
|                        |                                                                                      |              |                                              |                                                                 |

### 1/2 finału
| 27 sierpnia 2003 17:00 | Kolumbia | 0:20:1Raport | Brazylia · Abuda 16' 72' | Ratinan Stadion, Tampere Widzów: 7,675 Sędzia: Marco Rodríguez |
|                        |          |              |                          |                                                                |

| 27 sierpnia 2003 20:00 | Argentyna · Lucas Biglia 11' · Ezequiel Garay 31' | 2:3 (dogr.)2:0Raport | Hiszpania · Cesc Fàbregas 48' 119' · José Manuel 53' | Finnair Stadium, Helsinki Widzów: 5 030 Sędzia: Martin Hansson |
|                        |                                                   |                      |                                                      |                                                                |

### Mecz o 3 miejsce
| 30 sierpnia 2003 13:00                                                         | Kolumbia · Carlos Hidalgo 53' (k) | 1:1 (dogr.) k. 4:50:1Raport                                                                           | Argentyna · Diego Lagos 4' | Finnair Stadium, Helsinki Widzów: 6 400 Sędzia: Eddy Maillet |
|                                                                                |                                   | |                            |                                                              |
|                                                                                |                                   | Rzuty karne                                                                                           |                            |                                                              |
| Nuñez · Edwin Móvil · Otálvaro · Carlos Hidalgo · Fredy Guarín · Víctor Vargas |                                   | Ezequiel Garay · Ariel Colzera · Leandro Díaz · Lautaro Formica · Mariano Hassell · Alejandro Faurlín |                            |                                                              |

### Finał
| 30 sierpnia 2003 16:00 | Brazylia · Leonardo 7' | 1:0Raport | Hiszpania | Finnair Stadium, Helsinki Widzów: 10 452 Sędzia: Eric Braamhaar |
|                        |                        |           |           |                                                                 |

## Strzelcy
| | 5 goli - Carlos Hidalgo - Manuel Curto - Cesc Fàbregas 4 gole - Abuda - Evandro - Freddy Adu 3 gole - Hernan Peirone - Jiang Chen - Adrián Ramos - Jurado - David Silva 2 gole \| - Ezequiel Garay - Ederson - Leonardo - Joseph Mawaye - Serge N'Gal - Wang Yongpo - Fredy Guarín - Harrison Otalvaro - Tomi Petrescu \| - Ezekiel Bala - Vieirinha - Samuel Barlay - Obi Metzger - Yang Dong-Hyen - Xisco \| 1 gol - Lucas Biglia - Neri Cardozo - Ariel Colzera - Alejandro Faurlín - Diego Lagos - Dez Giraldi - Arouca - Leo - Thyago - Stéphane Mbia - Joel Nguemo - Sebastián Hernández - Juan Gilberto Núñez - Yosimar Arias - Pablo Rodríguez - Alonso Salazar - Jarno Parikka - Julio Ceja - Gerardo Flores - Oscar Herrera - Manuel Mariaca - Rafael Murguía - John Obi Mikel - Bruno Gama - Manuel Fernandes - Márcio Sousa - Alimamy Sesay - Han Dong-Won - Lee Yong-Rae - David - Sergio Sánchez - Sisi - Steven Curfman - Guillermo González - Dwight Owens - Jamie Watson - Yaser Al Badani - Sami Juaim - Abdulelah Sharyan Gole samobójcze - Márcio Sousa (Dla Jemen) - Tiago Costa (Dla Kamerun) - Ruz (Dla Sierra Leone) - Sergio Sánchez (Dla Korea Południowa) - Dwight Owens (Dla Korea Południowa) - Abdullah Al Safi (Dla Portugalia) |
| - Ezequiel Garay - Ederson - Leonardo - Joseph Mawaye - Serge N'Gal - Wang Yongpo - Fredy Guarín - Harrison Otalvaro - Tomi Petrescu | - Ezekiel Bala - Vieirinha - Samuel Barlay - Obi Metzger - Yang Dong-Hyen - Xisco |